# Krytyka Polityczna
Krytyka Polityczna (en français : « Critique politique », KP) est une revue trimestrielle de gauche polonaise fondés en 2002, autour de laquelle s'est développé un think tank.
La revue réunit des personnes engagées pour la création d'une nouvelle formation de gauche en Pologne : étudiants, journalistes, critiques littéraires et théâtrales, artistes et militants sociaux. Depuis ses débuts, les compagnons de route de Krytyka Polityczna ont affirmé leur présence dans les médias prédominants en Pologne et ont réussi à affirmer une position indépendante de gauche concernant les affaires publiques.
Krytyka Polityczna a publié 18 numéros thématiques. C'est aussi une maison d’édition qui a publié des ouvrages de Slavoj Žižek, Alain Badiou, Jacques Rancière et Judith Butler parmi d'autres.
En 2006 au centre de Varsovie Krytyka Polityczna a créé « REDakcja » (REDaction/Action Rouge). Ce lieu sert de forum pour des discussions, des expositions d’art et pour la réalisation de projets sociaux et politiques. Hormis les bureaux de la maison d’édition, il y a une salle où ont lieu des rencontres, des ateliers, des discussions et des projections de films. REDakcja est aussi un point de distribution de livres et de revues alternatives.
Depuis 2008, Krytyka Polityczna a adopté un projet pour créer plusieurs centres locaux. Là où les structures locales du mouvement sont le mieux organisées, il est envisagé d'ouvrir des « Clubs de la Critique Politique ». Il y a déjà des clubs à Wrocław, Cracovie, Poznań, Łódź. La revue a également lancé le réseau Political Critique dont l'objet est de traduire et diffuser en anglais les articles de sites d'information analogues situés en Hongrie (Kettős Mérce), Slovaquie (Inštitút ľudských práv), et République tchèque (A2).

## Collectif
Le fondateur et rédacteur en chef de Krytyka Polityczna est Sławomir Sierakowski. Sont également membres du collectif des personnalités comme Paweł Demirski (metteur en scène de théâtre), Kinga Dunin (féministe), Maciej Gdula (sociologue), Agnieszka Graff (féministe), Maciej Kropiwnicki (philosophe), Jarosław Lipszyc (poète), Piotr Marecki (critique littéraire), Adam Mazur (historien de l'art), Adam Ostolski (sociologue), Kazimiera Szczuka (féministe), Magdalena Środa (féministe, philosophe et pro-LGBT), Krzysztof Tomasik (feuilletoniste), Igor Stokfiszewski (critique littéraire), Artur Żmijewski (artiste visuel), parmi d'autres.